# Calotes bhutanensis
Calotes bhutanensis är en ödleart som beskrevs av Biswas 1975. Calotes bhutanensis ingår i släktet Calotes och familjen agamer. Inga underarter finns listade.
Arten förekommer i Bhutan. Den hittades i bergstrakter vid 1500 meter över havet. Honor lägger ägg. Ödlan vistas i tempererade regioner som är täckta av skog.
Inget är känt angående populationens storlek och möjliga hot. IUCN listar arten med kunskapsbrist (DD).